# جان داونز
جان داونز (انگلیسی: John Downes; ۱۸ اکتبر ۱۸۷۰ – ۱ ژانویهٔ ۱۹۴۳) قایقران قایق بادبانی اهل بریتانیا بود.